# Kloster Ad Olivas in Köln

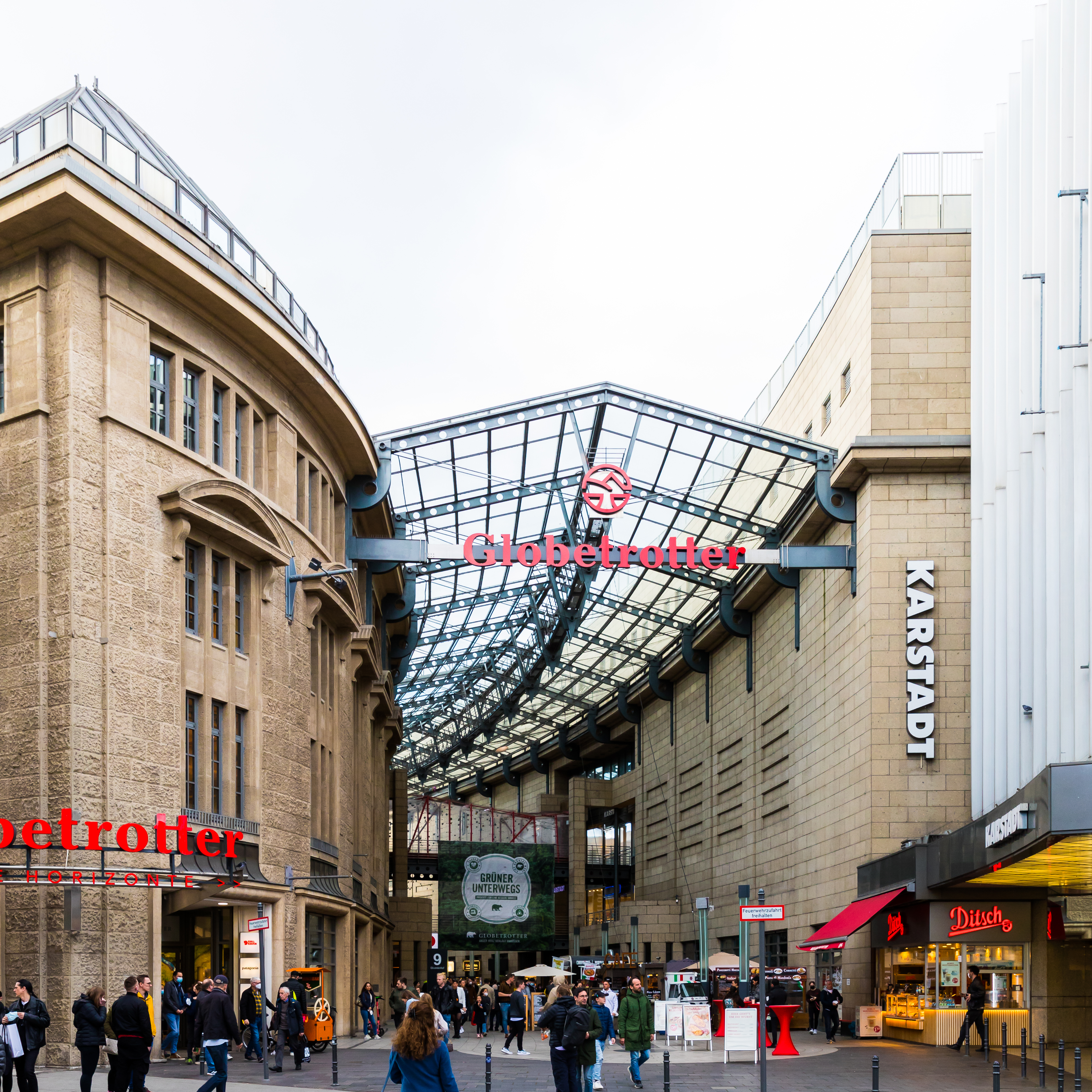
Einkaufspassage Olivandenhof, Ecke Zeppelinstraße/Am alten Posthof (2022)

Das Kloster St. Agnes ad Olivas („Conventus FF. Minorum Regul[aris] Observantiae ad Olivas“ ‚Konvent der Minderbrüder von der Regel-Observanz‘) war ein Konvent der Franziskaner-Rekollekten in Köln. Er bestand von 1589 bis zur Aufhebung infolge der Säkularisation 1802 und lag im Bereich der heutigen Einkaufspassage Olivandenhof unweit des Neumarkts. Die Gebäude von Kirche und Kloster sind nicht erhalten.
Vorher hatte sich an der Stelle eine Niederlassung zunächst von Begarden, dann von Franziskaner-Tertiaren befunden. Seit 1914 war das frühere Klosterareal mit einem Kaufhaus bebaut, heute ist dort ein Einkaufszentrum.

## Geschichte

### 13.–16. Jahrhundert: Begarden, Franziskaner-Tertiaren und Minoriten
Gegen Ende des 13. Jahrhunderts ließen sich in der Gegend zwischen Neumarkt und Breite Straße („Ad Olivas“, heute: Am alten Posthof/Zeppelinstraße/Richmodstraße) zwei Begarden nieder. Ihr Konvent wurde „Haus zur Olvunde“ (züme Oluünde, zum Elefanten) genannt. 1309 unterhielt die von ihnen gegründete Margaretenbruderschaft einen eigenen Priester, 1310 wurde eine Privatkapelle (Oratorium) zu Ehren des Heiligen Kreuzes und der heiligen Agnes benediziert. Um 1328/29 übergab die Bruderschaft diese Kapelle und ihre Wohngebäude an Brüder des franziskanischen Dritten Ordens (Tertiaren), die vor allem von den Erträgen ihrer Hausweberei lebten. Bereits die Begarden hatten einige Webstühle für ihren Lebensunterhalt. Die Tertiaren betrieben 32 Webstühle, die von zwei Brüdern und sieben bezahlten Webern bedient wurden. Dieser Tertiarenkonvent war 1570 nahezu ausgestorben und wurde aufgehoben, nachdem der Versuch gescheitert war, ihn mit Brüdern aus dem Tertiarenkloster St. Nikolaus in Jüchen bei Neuß zu beleben oder ihn an die Benediktinerabtei Deutz zu übertragen.
Seit den 1220er-Jahren bestand in Köln ein Franziskanerkloster an der Minoritenkirche. Bei der Teilung des Franziskanerordens in die Franziskaner-Observanten und die Minoriten (Konventualen) durch Papst Leo X. im Jahr 1517 schlossen sich die meisten Ordensmänner dieses Kölner Klosters den Minoriten an, die eine weniger strenge Auslegung der Ordensgelübde verfolgten, besonders in der Frage des Armutsideals. Die wenigen Brüder, die der Observanz mit einer strengeren Auslegung der Ordensgelübde und dem Verzicht auf eigenen Besitz nahestanden, verließen Köln. Innerhalb der observanten Bewegung gehörten sie zu dem Reformzweig der Franziskaner-Rekollekten.

### Franziskaner-Observanten ab dem 16. Jahrhundert
Infolge der Reformation waren in den 1570er-Jahren die Franziskaner aus den Niederlanden vertrieben worden. Der Kommissar des Generalministers der Franziskaner für die Deutsch-belgische Nation des Ordens, Johannes Hayo, bemühte sich im Auftrag von Papst Gregor XIII., in Deutschland Obervantenklöster zu gründen, um den Flüchtlingen ein Leben nach der Ordensregel zu ermöglichen. Nach den Vorstellungen des Papstes sollte ein solcher Konvent auch in Köln entstehen, da bereits zahlreiche niederländische Observanten in die Stadt gekommen waren.
Den Observanten gelang es zunächst nicht, in Köln wieder Fuß zu fassen. Erst gegen Ende des Jahres 1581 bezogen sie ein kleines Haus „am alten Graben“ in der Nähe der St.-Ursula-Kirche. Am 28. Juni 1589 übernahmen sie das aufgehobene Tertiarenkloster und begründeten den „Conventus ad olivas“.
Allerdings unternahmen die Observanten auch Versuche, das Minoritenkloster wieder für sich zu gewinnen. So fand 1609 ein Provinzkapitel der Kölnischen Franziskanerprovinz in Köln statt, und dabei war eine feierliche Prozession zur Minoritenkirche geplant, bei der man sich des Minoriten-Konvents bemächtigen wollte. Der Erzbischof und die Mehrheit des Stadtrates waren bereits für dieses Vorhaben gewonnen worden, jedoch wurde der Plan den Minoriten verraten, und diese konnten ihn vereiteln.
1598 begannen die Brüder, beim Konvent Ad Olivas die baufällig gewordene Kapelle zu einer Kirche auszubauen; sie erhielt das Patrozinium der heiligen Agnes. Die Klostergebäude mussten mehrfach erweitert werden, da sich die Zahl der Brüder beständig vergrößerte. 1589 hatte der Konvent sieben Mitglieder, 1664 62. 1610 hatte die Kölnische Provinz ihr Ordensstudium der Philosophie und Theologie von Brühl nach Köln verlegt. 1631 bezog man angrenzende Häuser in die Klausur mit ein. 1672 bestand der Konvent aus 26 Patres, 24 Kleriker-Studenten, 16 Laienbrüdern und einem Novizen; bis zum Ende des 18. Jahrhunderts lag die Zahl bei 40 bis 60 Konventsmitgliedern, bei der Klosteraufhebung 1802 waren es noch 21 Patres und sechs Brüder. Ab 1659 bauten die Brüder ein Hospital am Kloster, wozu der Kölner Stadtrat bereits 1618 die Erlaubnis erteilt hatte. 1680 begann der Neubau weiterer Teile des Klosters; der letzte Flügel wurde 1689 fertiggestellt. Grundriss und Aussehen von Kloster und Kirche sind wegen der schlechten Quellen- und Forschungslage nicht bekannt.
Im 17. Jahrhundert nahmen an Sonntagen etwa 500 Personen an den Gottesdiensten in der Klosterkirche teil, im Jahr waren es rund 38.000. Beim Kloster bestanden eine Franziskusbruderschaft, eine Bruderschaft zur unbefleckten Empfängnis Mariens mit bis zu 2.300 Mitgliedern, eine Sakramentsbruderschaft mit 700 Mitgliedern und ab 1634 eine St.-Anna-Bruderschaft mit 500 Mitgliedern. Ein Schwerpunkt war die Beichtseelsorge. Die Franziskaner besaßen vergleichsweise wenig Eigentum, hauptsächlich einige Häuser in Köln, und finanzierten sich durch Spenden und Stiftungen. In Köln betrieben sie auch einen Weinberg, der zwei bis drei Fuder Wein im Jahr erbrachte, die verkauft wurden. Auch Bier wurde gebraut, das zum Teil dem Bedarf des Klosters diente; Christian Hillen veranschlagt dafür etwa 2 bis 2,5 Liter pro Tag und Kopf.

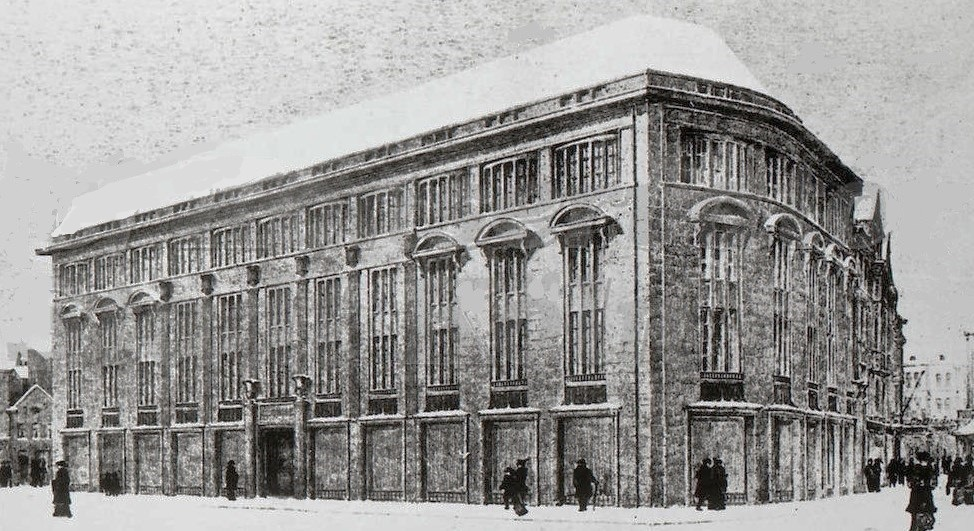
Das 1914 auf dem Gelände des früheren Klosters errichtete Kaufhaus Olivandenhof an der Streitzeuggasse (Südseite, links; heute: Am alten Posthof)

Ab 1798, während der französischen Besetzung, waren Truppen im Kloster einquartiert und nutzten Hospital und Sakramentskapelle als Lazarett. Die französische Besatzungsregierung löste 1802 die linksrheinischen Klöster der Kölnischen Franziskanerprovinz und somit auch das Kölner Kloster auf. Die Brüder mussten das Kloster verlassen und kamen in einem Zentral-oder Aussterbekloster unter, wurden Diözesanpriester oder kehrten zu ihren Familien zurück. Im Kloster wohnten zunächst französische Veteranen und ihre Familien, in der Kirche befand sich ein Tabaklager. Die Kapellen wurden 1807 und 1815 abgebrochen, die Kirche für militärische Zwecke umgebaut. Als Köln 1815 preußisch wurde, richtete der preußische Fiskus im Kloster ein Fruchtmagazin ein, 1818 wurde es zur Kaserne umgenutzt.
1876 wurden die westlichen Teile des Klosters abgebrochen, 1910 die Kirche und die restlichen Konventsgebäude. Auf dem Grundstück entstand ab 1913 ein Kaufhaus, das nach Kriegszerstörung zunächst wieder aufgebaut und in den 1980er-Jahren zur Einkaufspassage Olivandenhof umgebaut wurde.

## Kirche und Kloster

### Klosterkirche und Kapellen

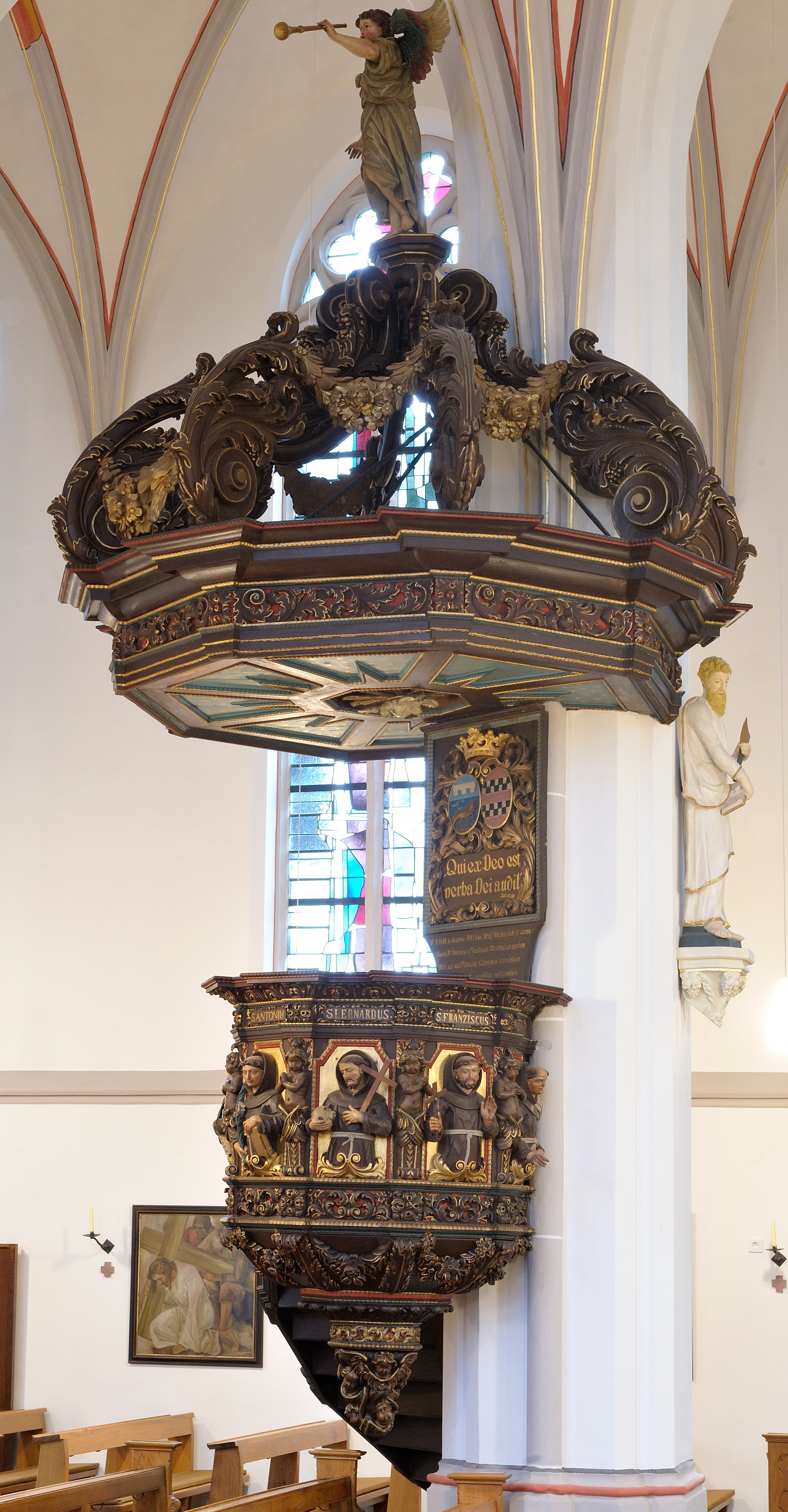
Barockkanzel aus der Klosterkirche, heute in St. Pankratius, Paffendorf

Der Grundstein für die Kirche wurde 1598 gelegt, die Kirchweihe war 1607. Der Chor wurde auf den Grundmauern der alten Kapelle errichtet, westlich schloss sich das Langhaus an, ein dreischiffiger Bau von 34 Metern Länge, etwa 15 Metern Breite und einer Höhe von 17,3 Metern. Jeweils vier Säulen trennten die Seitenschiffe vom Hauptschiff. Der Chor mit Sakristei war 10 Meter lang, etwa 7,5 Meter breit und mit 18,9 Metern höher als das Langhaus. Die Südwand des Langhauses folgte der Streitzeuggasse (heute: Am alten Posthof), kurz vor dem Chor knickte sie nach Süden ein. 1679 wurde der Chor erneuert und 1682 geweiht; er erhielt zwei Seitenchöre und hatte eine Länge von 14 Metern.
Zwei Kapellen auf dem Klostergelände wurden mehrfach um- oder neugebaut. Die 1309 erbaute Heilig-Kreuz- und Agneskapelle in der südwestlichen Ecke der Klosteranlage wurde im Zuge des Kirchbaus 1625 durch den Neubau einer Sakramentskapelle ersetzt, die eine Größe von 6 mal 18 Metern hatte. Bereits 1661 wurde sie wieder abgerissen und machte einem Neubau zu Ehren des heiligen Franziskaners Antonius von Padua Platz, 1730 wurde sie durch eine neue Sakramentskapelle ersetzt und nach Aufhebung des Klosters 1815 niedergelegt. Hinter dem Hochaltar der Kirche war eine Portiunkulakapelle gebaut und 1638 benediziert worden; sie war Maria gewidmet, wurde 1679 neu gebaut und 1807 abgerissen.
Das Patrozinium und die bildliche Ausstattung des Hochaltars der Klosterkirche wechselten mehrfach: 1607 war er den heiligen Petrus und Paulus gewidmet (ab 1612 als barocker Marmoraltar), 1682 der Heiligen Dreifaltigkeit und der heiligen Agnes, 1760 der Trinität und einigen franziskanischen Heiligen. Hinzu kamen jeweils mehrere Nebenaltäre mit wechselnder Widmung.
Die hölzerne Kanzel im Barockstil wurde 1619 von Johann Adolf Wolff Metternich zur Gracht gestiftet und befindet sich seit 1802 in der St.-Pankratius-Kirche in Bergheim-Paffendorf. Die Kirche hatte eine reiche Ausstattung mit Skulpturen von Heiligen und liturgischem Gerät; sie besaß zu Anfang des 17. Jahrhunderts sechs Beichtstühle, von denen zwei oder drei außerhalb des Gebäudes standen. 1768 werden 12 Beichtstühle genannt.
Der Kölner Orgelbauer Ludwig König installierte 1753–1755 im Auftrag der „Franciscaneren Recollecten ad Olivas binnen Collen“ eine Orgel.
In und an der Kirche befanden sich zahlreiche nicht erhaltene Grabdenkmäler und Grabplatten, vor dem Hauptaltar das Grabmal von Erzbischof Sasbold Vosmer, Apostolischer Vikar der niederländischen Mission, der wegen der für Katholiken schwierigen Lage sein Amt von Köln aus ausübte und dort 1614 starb. Weitere Denkmale markierten die Gräber von Adligen, Offizieren und führenden Kirchenmännern.

### Konventsgebäude
Der Klosterbau wurde ab dem Beginn des 17. Jahrhunderts zu einer quadratischen Anlage mit Innenhof erweitert, wahrscheinlich mit Kreuzgang. Das bisherige Konventsgebäude wurde deren Südflügel und enthielt 60 Brüderzellen, 8 oder 9 Gaststuben, das Winterrefektorium mit Küche, den Waschraum, ein Hospital und ein Gasthaus. Der Ostflügel mit dem Sommerrefektorium und 100 Brüderzellen wurde 1615 gebaut. 1625/26 folgte der Westflügel mit Bibliothek, Veranstaltungssaal und Wohnräumen für Gäste, 1682 schließlich der Nordflügel. Im selben Jahr wurden auch das Sommerrefektorium und ein Brauhaus ausgebaut, welches 1730 durch einen Neubau ersetzt wurde. 1659 hatte das Hospital einen Neubau erhalten. 1731 folgte ein Anbau im Westen mit Versammlungsräumen, vorgelagert war ein Küchengarten. Innerhalb des Quadrums befand sich ein Blumengarten.